# 양덕여자중학교 (부산)
양덕여자중학교(陽德女子中學校)는 대한민국 부산광역시 북구 구포동에 있는 공립 중학교이다.

## 학교 연혁
- 1991년 11월 25일 : 교사 기공식
- 1992년 8월 31일 : 1차년도 교사 준공(보통교실 12, 특별교실 1)
- 1993년 2월 20일 : 개교, 설립 인가(학년당 12학급, 총 36학급)
- 1993년 3월 1일 : 초대 안갑용 교장 취임
- 1993년 3월 5일 : 개교 및 93학년도 신입생 입학식 거행(650명 입학)
- 1993년 8월 30일 : 2차년도 교사 준공(보통교실 12, 특별교실 3)
- 2004년 3월 1일 : 2004학년도 독서교육 연구학교로 지정
- 2009년 3월 1일 : 원어민 영어보조교사 활용 정책 연구학교 운영(시교육청지정)
- 2012년 3월 1일 : 영어교육모델 창의경영 연구학교 운영
- 2022년 3월 2일 : 자기주도학습실 구축
- 2023년 9월 4일 : 창의공작실 구축, 과학실 및 가사실 리모델링
- 2023년 9월 25일 : 블렌디드 교실 구축(특별실 12개)
- 2024년 3월 1일 : 제15대 한정동 교장 취임
- 2025년 2월 12일 : 제30회 졸업식(졸업생 40명, 총 7,023명)
- 2025년 3월 4일 : 제33회 입학식(46명 입학)

## 참고 자료
- 양덕여자중학교 - 한국교육학술정보원 학교알리미